# Cercle et Carré
Cercle et Carré (Nederlands: cirkel en vierkant) was een in 1929 in Parijs gestichte internationale kunstenaarsgroepering, die verantwoordelijk was voor de eenmalige expositie van de aangesloten leden in april 1930.
De groepering werd opgericht door de Uruguayaanse schilder Joaquín Torres García, hierin bijgestaan door de Belgische tekenaar, dichter en kunstcriticus Michel Seuphor, om met een eigen tijdschrift Cercle et Carré, de constructivistische kunstenaars te verenigen. Een en ander had als doel het hoofd te bieden aan de alomtegenwoordigheid van de surrealisten.
Cercle et Carré moedigde de ontwikkeling van de abstracte kunst aan en organiseerde de eenmalige expositie in 1930 van 46 kunstenaars met 130 kunstwerken in Galerie 23 in de Rue la Boétie. De beweging werd reeds in de zomer van 1930 opgeheven en in februari 1931 opgevolgd door Abstraction-Création. Een van de oorzaken van de geringe bijval die de groep, zowel in de pers als onder kunstenaars, kreeg was een hooglopend meningsverschil tussen Piet Mondriaan en Theo van Doesburg. Van Doesburg had zich niet aangesloten, maar had als reactie, eveneens in 1930, juist een nieuw blad opgericht met Jean Hélion: de revue Art Concret.
De meeste kunstenaars van Cercle et Carré sloten zich overigens aan bij Abstraction-Création.

## Aangesloten kunstenaars Cercle et Carré
| - Wassily Kandinsky (1866-1944), Russische schilder - Piet Mondriaan (1872-1944), Nederlandse schilder - Joaquín Torres García (1874-1949), Uruguayaanse schilder - Julio González (1876-1942), Spaanse beeldhouwer - Fernand Léger (1881-1955), Franse schilder - Walter Gropius (1883-1969), Duitse architect - Luigi Russolo (1885-1947), Italiaanse schilder en componist - Antoine Pevsner (1886-1962), Russische schilder en beeldhouwer - Georges Vantongerloo (1886-1965), Belgische schilder, beeldhouwer en architect - Hans Arp (1886-1966), Frans-Duitse schilder en beeldhouwer | - Kurt Schwitters (1887-1948), Duitse kunstenaar - Le Corbusier (1887-1965), Zwitserse schilder en architect - Willi Baumeister (1889-1955), Duitse schilder en decorbouwer - Sophie Taeuber-Arp (1889-1943), Zwitserse schilder en beeldhouwer - Enrico Prampolini (1894-1956), Italiaanse schilder - Pierre Daura (1896-1976), Spaanse schilder - Jean Gorin (1899-1981), Franse schilder en beeldhouwer - Alberto Sartoris (1901-1998), Italiaanse architect - Michel Seuphor (1901-1999), Belgische tekenaar, dichter en kunstcriticus - Otto van Rees (1884-1957), Nederlandse beeldend kunstenaar - Adya van Rees (1876-1959), Nederlands beeldend kunstenaar |